# فيسبر
فيسبر (بالإنجليزية: Vesper)‏ هو فيلم خيال علمي من إخراج كرستينا بوزيت وبرونو سامبير  ومن بطولة رافاييلا تشابمان، إيدي مارسان، روز ماكوين وريتشارد بريك، صدر الفيلم في فرنسا في 17 أغسطس 2022.

## نبذة
بعد انهيار النظام البيئي على الأرض، تكافح فيسبر البالغة من العمر 13 عامًا مع والدها المصاب بالشلل للبقاء على قيد الحياة، حتى تتقابل الفتاة الصغيرة مع امرأة تساعدها على اكتشاف ذاتها.

## روابط خارجية
- فيسبر على موقع IMDb (الإنجليزية)
- فيسبر على موقع ميتاكريتيك (الإنجليزية)
- فيسبر على موقع روتن توميتوز (الإنجليزية)
- فيسبر على موقع نتفليكس (الإنجليزية)
- فيسبر على موقع ألو سيني (الفرنسية)
- فيسبر على موقع أول موفي (الإنجليزية)
- فيسبر على موقع قاعدة بيانات الفيلم (الإنجليزية)
- فيسبر على موقع ليتربوكسد (الإنجليزية)
- فيسبر على موقع كينوبويسك (الروسية)